# 人民团结 (厄瓜多尔)
人民团结（西班牙語：Unidad Popular），注册名称是人民团结党（初称人民民主运动），是厄瓜多尔的一个政治组织。它成立于2014年9月5日，是厄瓜多尔马列主义共产党创建的用以参加选举的外围组织，取代原来的民主人民运动。该组织的意识形态是社会主义。该组织的总部位于基多。目前，该组织在奥雷亚纳省执政，省长为该组织成员马加利·奥雷亚纳。